# Xaver von Bojanowski

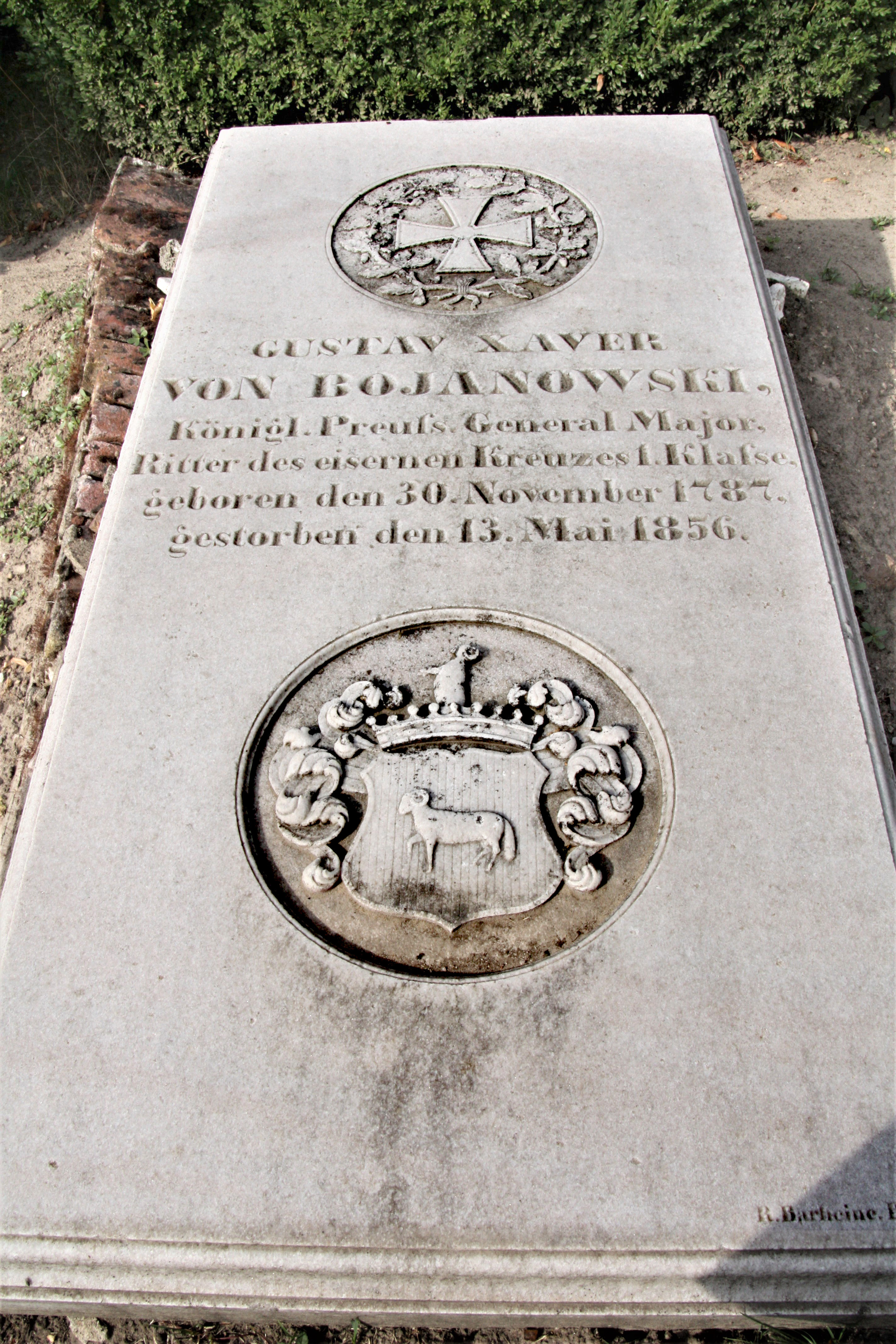
Grabmalplatte in Karwe

Gustav Alfred Kasimir Xaver von Bojanowski (* 10. Dezember 1787 in Schmiegel; † 13. Mai 1856 in Karwe, Kreis Ruppin) war ein preußischer Generalmajor.

## Leben

### Herkunft
Xaver war der Sohn des königlich polnischen Kammerherrn und Hauptmanns a. D. August Alexander von Bojanowski (1762–1827) und dessen Ehefrau Sophie Caroline Luise, geborene Gräfin von Maltzahn (1766–1845).

### Militärkarriere
Bojanowski trat am 22. Oktober 1805 als Kornett in das Kürassierregiment „von Wagenfeld“ und nahm während des Vierten Koalitionskrieges an der Schlacht bei Preußisch Eylau, der Kanonade von Gollau, den Gefechten von Liebstadt und Wackern sowie dem Rückzug über die Memel teil. Am 6. März 1807 avancierte er zum Sekondeleutnant. Mitte April 1812 kam Bojanowski als Adjutant zu Generalmajor von Kleist. Als solcher nahm er 1812 während des Russlandfeldzuges an den Gefechten bei Wollgund, Klievenhof, Gräfenthal, Olai und Schlockhof teil.
Nach dem Feldzug wurde er am 1. April 1813 zunächst dem Regiment der Gardes du Corps und am 17. Mai 1813 als Premierleutnant dem leichten Garde-Kavallerie-Regiment aggregiert. Während der Befreiungskriege erhielt Bojanowski für die Schlacht bei Bautzen das Eiserne Kreuz II. Klasse. Er kämpfte bei Dresden, Kulm und wurde in der Völkerschlacht bei Leipzig verwundet. Er war dann bei der Schlacht bei Laon und in der Schlacht bei Paris eingesetzt, für letztere erhielt er das Eiserne Kreuz I. Klasse verliehen. Ferner befand er sich bei den Gefechten bei Halle, Liebertwolkwitz, in der Schlacht bei Champaubert, bei May, Neuilly, Larte, im Gefecht bei Claye sowie den Blockaden von Wittenberg und der Belagerung von Erfurt. In der Zeit wurde er am 7. März 1814 zum Stabsrittmeister befördert und am 21. April 1814 in das Regiment der Gardes du Corps versetzt. Am 10. Oktober 1814 kam er dann als Adjutant zum Herzog Karl von Mecklenburg. Am 7. Juni 1815 wurde er zum Rittmeister befördert und am 8. September 1815 zum Kompaniechef ernannt. Bojanowski verblieb jedoch in seiner Stellung als Adjutant des Herzogs und wurde am 4. November 1815 dem Regiment der Gardes du Corps zugeteilt.
Am 24. Oktober 1817 wurde er zur Dienstleistung als Flügeladjutant von König Friedrich Wilhelm III. abkommandiert. Dazu erhielt er ab dem 15. November 1817 das Gehalt eines Rittmeisters I. Klasse. Am 24. Dezember 1817 wurde Bojanowski mit Patent vom 25. Dezember 1817 zum Major befördert und am 11. Mai 1818 zum Flügeladjutanten ernannt. Am 10. Juli 1821 erhielt er den Orden vom Zähringer Löwen II. Klasse und am 28. September 1822 auch das Komturkreuz des Militär-Karl-Friedrich-Verdienstordens. Am 18. Januar 1827 bekam er den Johanniter-Orden und am 3. August 1827 den Orden des Heiligen Wladimir III. Klasse. Am 30. März 1828 wurde er zum Oberstleutnant befördert und am 25. Mai 1829 mit dem Schwertorden III. Klasse ausgezeichnet. Am 30. März 1830 wurde er zum Oberst befördert. Um wieder Erfahrungen im Truppendienst zu erhalten, ließ Bojanowski sich auf eigenen Wunsch am 31. Dezember 1831 zur Dienstleistung in das 2. Garde-Ulanen-Regiment kommandieren. Vom 15. April bis zum 31. Mai 1832 war er im Garde-Dragoner-Regiment tätig und wurde anschließend zum Kommandeur des 2. Dragoner-Regiments ernannt. Am 12. Januar 1834 bekam er den russischen Sankt-Stanislaus-Orden II. Klasse und am 18. Januar 1834 den Roten Adlerorden III. Klasse mit Schleife. Am 13. März 1838 erhielt Bojanowski seinen Abschied als Generalmajor mit einer jährlichen Pension von 1400 Talern. Er lebte zunächst auf Adamsdorf (Kreis Soldin) und starb am 13. Mai 1856 in Karwe (Kreis Ruppin).

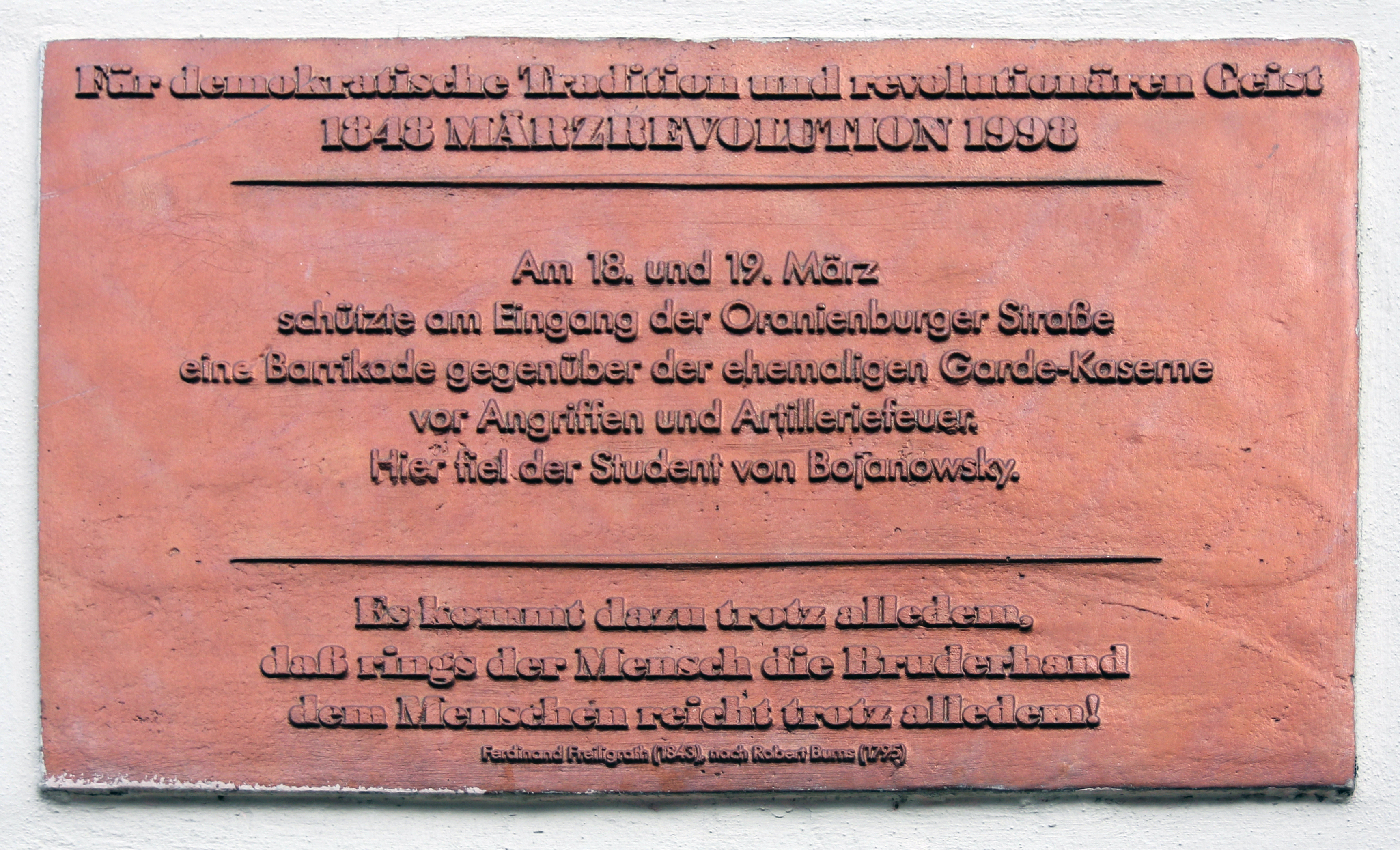
Gedenktafel für Eugen Xaver Alfons Alfred von Bojanowski am Haus, Linienstraße 135, in Berlin-Mitte

### Familie
Bojanowski heiratete am 18. Oktober 1821 auf Sellin Rosalie von Knobelsdorff (1800–1865), Schwester der Ida von Lüttichau. Das Paar hatte mehrere Kinder:
- Sophie Franziska (1822–1910)[2] ⚭ Alfred von dem Knesebeck (1816–1883), Abgeordneter
- Alexander Jaroslaw Maximilian (* 1826), Leutnant a. D.
- Alfons Alfred (1827–1848), Student, während der Barrikadenkämpfe in Berlin schwer verletzt, am 6. April in der Familiengruft beigesetzt[3][4]
- Victor (1831–1892), Konsul in Moskau, Generalkonsul in Budapest, später Präsident des Kaiserlichen Patentamts ⚭ Isidore von Bülow (1833–1903), Tochter von Karl Eduard von Bülow
- Paul (1834–1915)